# Costa Marina
Costa Marina è stata una nave da crociera della compagnia di navigazione italiana Costa Crociere.

## Storia

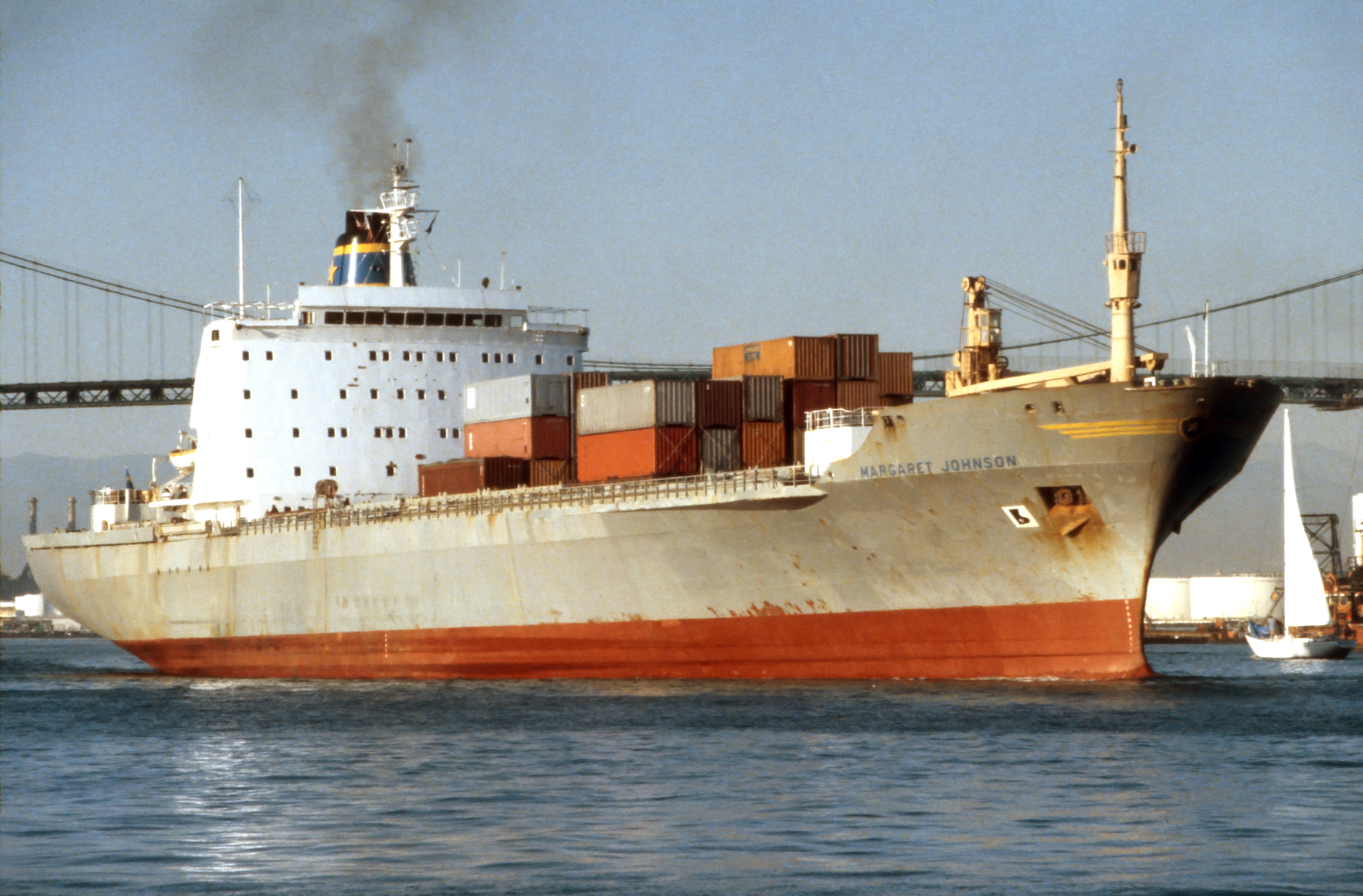
Configurazione originale della nave (qui è ripresa la gemella Margaret Johnson a mero scopo esemplificativo).

È stata varata nel giugno 1969 come portacontainer con il nome Axel Johnson per la Johnson Line.
Nel 1987 è stata acquisita dalla Amassis Navigation Co. Ltd. (società riconducibile alla compagnia crocieristica Regency Cruises) e ribattezzata Regent Sun, ma il piano di trasformarla in nave da crociera non si realizzò per difficoltà economiche. Dopo un ulteriore passaggio di mano, nel 1988 è stata acquistata da Costa Crociere che, dopo aver commissionato i lavori di conversione a nave da crociera ai cantieri T. Mariotti di Genova, l'ha ribattezzata Costa Marina. La nave è entrata in servizio per Costa Crociere nel luglio 1990, dopo quasi due anni di lavori.
Dopo l'uscita dalla flotta Costa Crociere, è stata sostituita nei suoi itinerari da Costa Voyager (già Grand Voyager), una nave che Costa Crociere ha rilevato dalla società controllata Ibero Cruceros.
Nel novembre 2011 è stata ceduta ad una compagnia coreana, la Harmony Crociere, che l'ha ribattezzata inizialmente Harmony Princess salvo poi assumere la denominazione finale Club Harmony.

## Caratteristiche

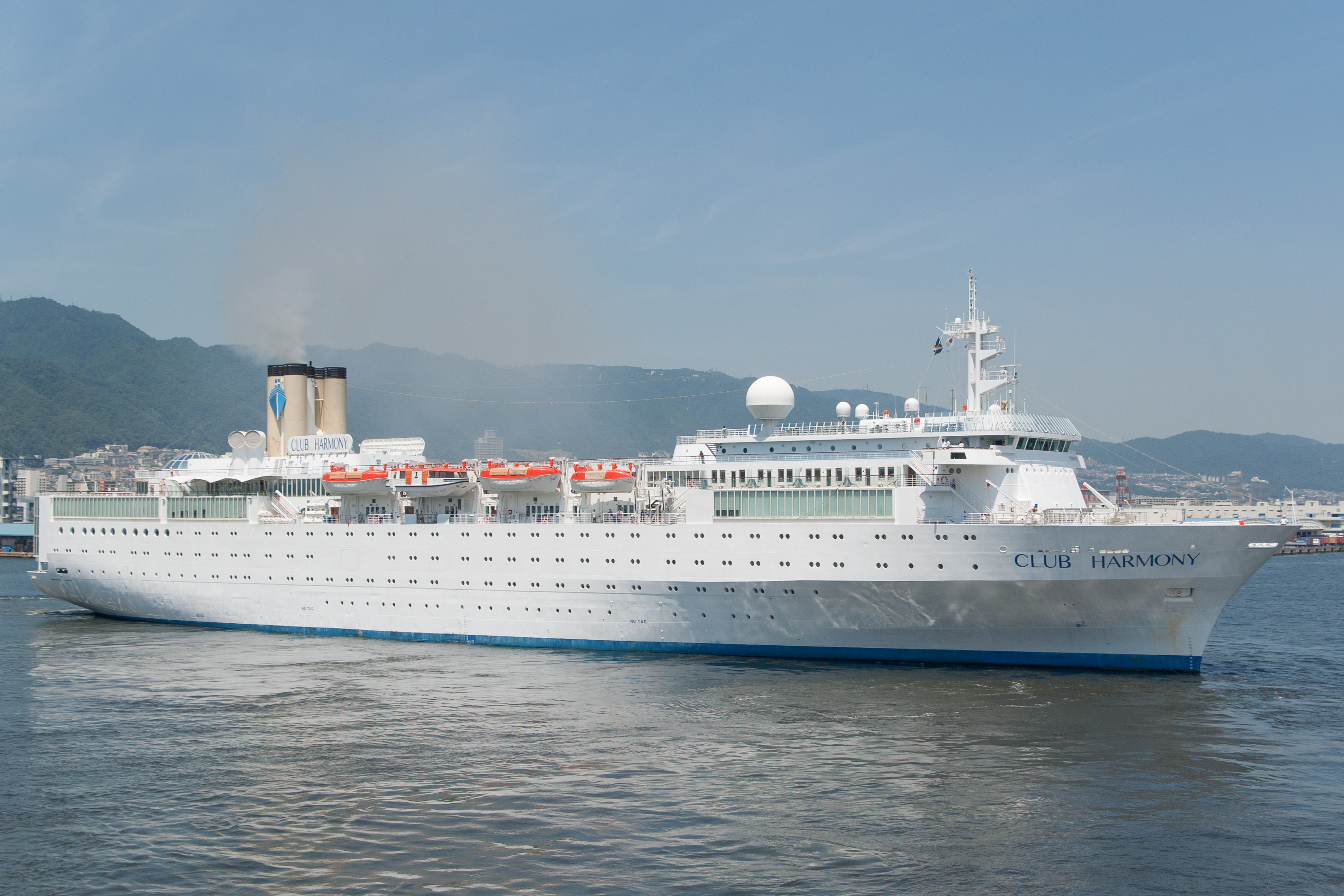
Club Harmony a Kōbe.

La nave aveva nove ponti, di cui otto per i passeggeri, che, durante il periodo di servizio per la Costa, sono stati nominati: Corallo, Bolero, Aurora, Venezia, Marina, Laguna, Sports e Sun. Il nono ponte, quello per gli ufficiali, è stato nominato Amico.
Aveva 383 cabine, di cui 8 suite con balcone, 3 ristoranti, 4 bar, 2 piscine, 4 vasche idromassaggio, 1 percorso jogging esterno (200 m), 1 centro benessere con palestra e sauna, 1 teatro con circa 360 posti, 1 casinò, 1 discoteca, 1 internet point, 1 biblioteca, 1 sala carte, 1 centro commerciale e 1 cappella.

## Navi gemelle
- Costa Allegra